# Pohjalampi (sjö i Libelits, Norra Karelen)
Pohjalampi är en sjö i kommunen Libelits i landskapet Norra Karelen i Finland. Sjön ligger 80,8 meter över havet. Arean är 61 hektar och strandlinjen är 5,26 kilometer lång. Sjön  ingår i Vuoksens huvudavrinningsområde.   Den ligger omkring 12 kilometer nordväst om Joensuu och omkring 370 kilometer nordöst om Helsingfors. 
I sjön finns ön Kielosaari. 